# Amador Rodríguez Céspedes
Amador Rodríguez Céspedes, (Holguín, 8 de setembre de 1956), és un jugador d'escacs cubà, nacionalitzat espanyol el 2002, que té el títol de Gran Mestre des de 1977. Quan obtingué aquest títol, als 20 anys, era en aquells moments el GM més jove del món. Instal·lat a Barcelona, ha format part durant molts anys de la UGA. En l'actualitat és també director de la revista "Peón de Rey".
Tot i que roman inactiu des de l'abril de 2018, a la llista d'Elo de la FIDE del setembre de 2020, hi tenia un Elo de 2402 punts, cosa que en feia el jugador número 110 (en actiu) de l'estat espanyol. El seu màxim Elo va ser de 2555 punts, a la llista de gener de 1997 (posició 174 al rànquing mundial).

## Resultats destacats en competició
N'Amador Rodríguez ha guanyat prop de 30 torneigs internacionals; entre les seves victòries en destaquen tres, els anys 1984, 1989 i 1994, al fort grup Premier del Torneig Memorial Capablanca, que se celebra anualment a Cuba. També fou campió a Vrnjacka Banja 1977, Cienfuegos 1984, 2n a l'Havana 1985, 1r a Pancevo 1987 i 1r at Bayamo 1987.

### Campió de Cuba
Ha guanyat el Campionat de Cuba en 3 ocasions, els anys 1984, empatat amb Jesús Nogueiras, 1988 i 1997, empatat amb Reinaldo Vera.

### Entrenador d'escacs
Ha estat entrenador de Péter Lékó durant diversos anys, assistint el jugador en la preparació per torneigs com ara el Torneig Internacional d'escacs Ciutat de Linares de 1999, 2000 i 2001. Actualment, és entrenador d'elit de la Federació Espanyola d'Escacs, i fa classes especialitzades al Centre d'Alt Rendiment "Residència Blume", a les promeses dels escacs català.